# Loi ripuaire

Droit Romano-germain
Droit du haut Moyen Âge
loi salique loi saxonne
La loi ripuaire, ou 	Lex Francorum Ripuaria , est un recueil de droit germanique datant du VIIe siècle, qui est supposé être la loi des Francs ripuaires, mais qui est en fait un code du royaume d'Austrasie. Il est en grande partie à l'origine de la loi saxonne que Charlemagne édicta pour les Saxons en 802. La loi ripuaire apparaît vers 630 à Cologne et est décrite comme un développement tardif des lois franques connues sous le nom de loi salique.

## Description
Les trente-cinq manuscrits subsistants, ainsi que les manuscrits perdus qui ont servi de base aux éditions anciennes, ne sont pas antérieurs au temps de Charlemagne. D'un manuscrit à l'autre, les textes sont identiques, mais ce sont des textes révisés, exprimés autrement, il s'agit souvent d'amendements à la loi. À l'analyse, le droit des Francs rhénans, qui comporte quatre-vingt-neuf chapitres, se divise en trois parts hétérogènes : 
- Les chapitres 1 à 31 regroupent une série de dispositions civiles, mais, bien que les amendes soient calculées sur la base de 18 sous, contrairement à la loi salique qui le fait sur la base de 15 sous, il est clair que cette partie du recueil est largement influencé par la loi salique.
- Les chapitres 32 à 64 sont intégralement repris de la loi salique : les dispositions y suivent le même régime avec la même base de calcul de 15 sous, mais des capitulations sont des interpolations relatives à l'affranchissement et la vente de biens immobiliers.
- Les chapitres 65 à 89 sont composés de dispositions diverses, certaines prises de capitulations perdues ou de la loi salique, et d'autres d'origine inconnue.

## Rédaction
La compilation de ce recueil remonte apparemment au règne de Dagobert Ier (629-639), à une période où l'importance des maires du palais était encore faible, puisque des dispositions prévoient la peine de mort pour un maire de palais reconnu coupable de corruption dans l'exercice de ses fonctions judiciaires.
Cependant, les deux premières parties sont probablement plus anciennes que la troisième. Déjà, les divergences avec le droit germanique ancien sont plus importantes qu'avec la loi salique. La loi ripuaire attache une certaine importance aux actes écrits, le clergé est protégé par un wergeld plus important que les laïcs : 600 sous pour un prêtre, et 900 pour un évêque. Une importance plus grande est accordée à la cojuratores (témoignage sous serment) et le duel judiciaire apparaît dans la loi ripuaire alors qu'il est absent de la loi salique.
Pierre Riché et Patrick Périn confirment que la loi a été rédigée au moment où Dagobert Ier installe son fils Sigebert III en Austrasie pour satisfaire le particularisme austrasien, mais considèrent que les lois relatives au clergé sont issues de décrets promulgués par Childebert II (575-596).